# Express (arma)
Express indica un tipo di armi lunghe per la caccia a due canne rigate, basculanti,  un tempo esclusivamente di grosso calibro, utilizzate per la caccia a grandi e pericolose prede quali: elefanti, ippopotami, bufali, ma anche tigri e leoni ; attualmente vengono prodotti anche in calibri più piccoli per la caccia alla selvaggina europea, come cinghiali, cervi e caprioli.
Il termine “express” deriva da “express train” ad indicare la potenza della munizione e la rapidità di abbattimento delle prede.

## Caratteristiche tecniche
Gli Express ricalcano la struttura fondamentale dei corrispondenti modelli (doppietta e sovrapposto) a canna liscia per la caccia a piccoli animali, ma se ne differenziano dal tipo di munizione impiegata.
Gli animali di grossa taglia e dalla pelle spessa richiedono, per un abbattimento immediato (in gergo venatorio: pulito) e cioè senza sofferenza eccessiva per l'animale e senza pericolo per il tiratore, l'uso di cartucce assai potenti. Per il cinghiale si usa talvolta un normale fucile ad anima liscia caricato con palla unica (di vario tipo), ma rappresenta un po' il massimo che si può ottenere da un'arma nata per la caccia alla piccola selvaggina. Con le cartucce calibro 12 caricate a palla unica (a palla asciutta) si possono avere infatti potenze intorno ai 300-350 chilogrammetri, sufficienti per il cinghiale alle brevi distanze, ma non per animali più grandi e pericolosi.
Per questi ultimi si usano talvolta cartucce strutturalmente simili a quelle di un fucile da combattimento, cioè senza collarino (rimless); talaltra – specialmente per i grossi calibri – cartucce con collarino (rimmed) dotate comunque di potenze che devono permettere l'abbattimento di prede quali bufali, rinoceronti ed elefanti. In questo caso sono sempre necessarie energie superiori ai 500 chilogrammetri. In molti casi (per esempio con le .375 Holland & Holland Magnum) si arriva a 600 ed oltre. Questo fa sì che l'arma debba avere una maggior robustezza, soprattutto nei meccanismi di chiusura delle canne, ed un maggior peso, che permetta di attenuare il poderoso rinculo prodotto da queste munizioni.
A titolo di esempio si possono citare le potenze espresse nella stessa unità di misura di qualche cartuccia di uso più comune:  
- circa 10 per una  .22 long rifle;
- 50 per una 9 mm Parabellum;
- 80 - 100 per una .357 Magnum;
- 400 per un 30-06 Springfield;

## Vantaggi e svantaggi
Lo svantaggio di queste armi (rispetto ai fucili e carabine a otturatore girevole-scorrevole, le quali possono avere più di due colpi) risiede appunto nel fatto che soltanto due colpi sono disponibili immediatamente senza ricaricare, nel fatto che le due canne hanno un punto di convergenza fisso (in genere intorno agli 80-100 metri, dopo e prima del quale il tiro non è precisissimo), e nel peso che supera spesso i quattro o cinque chilogrammi. A causa del complicato sistema di chiusura delle canne – conseguente alle grandi sollecitazioni che deve subire – ed alla delicatezza nella convergenza, anche il prezzo è generalmente molto elevato.
Il vantaggio consiste nella possibile rapidissima ripetizione del colpo, che può rivelarsi essenziale contro animali pericolosi – anche se ciò richiede comunque una buona dose di sangue freddo e allenamento da parte del cacciatore. Non si incorre, inoltre, nel rischio di inceppamento al momento della ricarica per la ripetizione del tiro. Gli express hanno – come pure le analoghe comuni armi ad anima liscia – due grilletti, uno per canna. Il primo grilletto è snodato per evitare ferite al dito del cacciatore, prodotte dal rinculo dei calibri più potenti. L’express è assimilabile a due fucili affiancati con meccanismi di sparo completamente indipendenti o, più raramente, di uno solo a due scatti. In quest'ultimo caso la ripetizione (doppiaggio) del colpo può essere ancora più rapida, ma meno sicura; ad esempio se il primo colpo non dovesse partire per un difetto di accensione della cartuccia.
Generalmente i fucili a due canne sono fabbricati, oggi, con cani interni che si autoarmano al momento dell'apertura delle canne; ma esistono ancora in commercio armi a cani esterni, disponibili soprattutto su richiesta. Le prime sono dotate di sicure che possono agire sul grilletto o sui cani (che restano sempre alzati una volta che l'arma è stata caricata e richiusa); esse, se ben fabbricate, garantiscono una completa sicurezza. Le seconde – tranne negli esemplari di maggior pregio – non hanno questi tipi di sicure, essendo in posizione di sicura solo quando i cani sono abbattuti; tuttavia la pericolosa conseguenza di un urto accidentale sui percussori è scongiurata dal fatto che i cani non toccano mai questi ultimi, grazie ad un elemento interno interposto fra essi (che agisce al contrario della "transfer bar" nei revolver). Questo elemento spostandosi solo al momento della trazione sul grilletto, consente il contatto cane-percussore e la partenza del colpo.

## Tipologie

### Kipplauf
I kipplauf sono sempre armi lunghe basculanti ad anima rigata, ma possiedono solamente una canna basculante. In commercio esistono modelli sia a cani interni che a cani esterni. Si distinguono per la loro finezza sia meccanica che artistica.
Sono spesso utilizzate per la caccia in alta montagna, per il loro peso contenuto che ne facilita il trasporto in ambienti impervi.

### Combinati
Esistono in commercio anche fucili con una canna con anima rigata e l'altra ad anima liscia, chiamati combinati o billing appunto per la combinazione dei due tipi di canna. Possono essere sia con canne sovrapposte (solitamente con la canna inferiore ad anima rigata) o con canne giustapposte (con la canna destra ad anima rigata).
Esistono poi i bergstutzen, fucili con due canne rigate, ma di diverso calibro.

### Drilling
Se invece di due le canne sono tre (anche quattro) si parla di fucili drilling: la loro struttura è simile a quella degli Express propriamente detti, ma la presenza della terza canna rende ancora più complesso il sistema di chiusura ed anche il meccanismo di sparo, che prevede la presenza di un terzo cane centrale. Le canne sono generalmente disposte a triangolo con la base rivolta verso l'alto. Di norma le due canne superiori sono ad anima liscia, mentre quella inferiore è ad anima rigata; esistono però infinite varietà di modelli di combinazione dei calibri e di canne lisce e rigate. I drilling, per ragioni costruttive, possiedono cani interni.
Esistono comunque anche modelli con due canne rigate e una liscia, come esistono modelli con la canna rigata (anche detta cannetta, viste le dimensioni in confronto con la canna liscia) posizionata sopra le due canne lisce. 
Trovano largo utilizzo per la caccia vagante visto che uniscono una canna (o due) rigata con potenza sulla lunga distanza e molto precisa, con la comodità di avere due canne (o una) ad anima liscia con la possibilità di utilizzare munizioni spezzate (o a palla unica, in base alla legislazione e la caccia praticata) a breve distanza, oltre che una maggiore potenza a breve distanza (oltre che maggiore sicurezza, data la minore gittata).

## Diffusione
Gli Express propriamente detti (due canne rigate di grosso calibro) sono principalmente diffusi in Africa, per la caccia ai grossi mammiferi africani; in Mitteleuropa (Austria e Germania), invece, c'è una lunghissima tradizione per quel che riguarda le altre tipologie di arma. Nelle zone alpine italiane si sta pian piano diffondendo la cultura venatoria mitteleuropea, per cui molti cacciatori hanno cominciato ad adottare questi tipi di armi.
Di norma si tratta comunque di armi di alto o altissimo livello, curate sotto ogni aspetto e create per la maggior parte da artigiani, per cui il loro costo ed il loro valore sono notevoli. Sono comunque presenti anche produzioni più industriali.